# Aster pluriflorus
Aster pluriflorus là một loài thực vật có hoa trong họ Cúc. Loài này được G.Don mô tả khoa học đầu tiên năm 1830.